# Bur Ampakolak
Bur Ampakolak är ett berg i Indonesien.   Det ligger i provinsen Aceh, i den västra delen av landet, 1 600 km nordväst om huvudstaden Jakarta. Toppen på Bur Ampakolak är 1 630 meter över havet.
Terrängen runt Bur Ampakolak är varierad, och sluttar söderut.Runt Bur Ampakolak är det ganska glesbefolkat, med 21 invånare per kvadratkilometer. I omgivningarna runt Bur Ampakolak växer i huvudsak städsegrön lövskog.